# Den Frie Udstilling

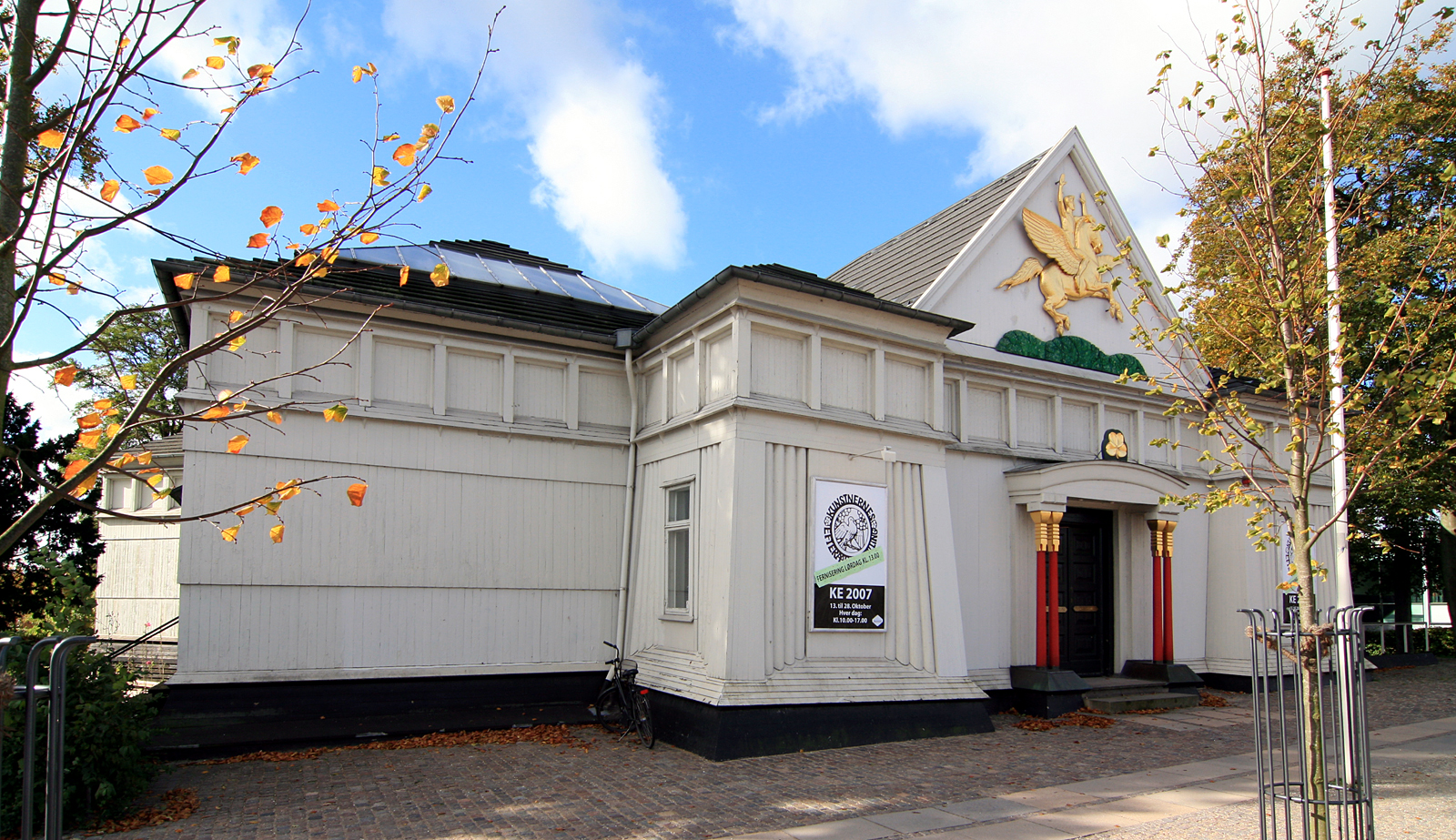
Den Frie Udstillings lokal.

Den Frie Udstilling (danska för: "Den Fria utställningen"), idag kallad Den Frie, är Danmarks äldsta sammanslutning av konstnärer. Den grundades 1891 av en grupp unga bildkonstnärer med den franska Salon des Refusés som förebild. Orsaken var otillfredsställelse med maktförhållandena och de krav som ställdes på konsten och konstnärerna för att få delta i den etablerade Charlottenborgsutställningen i Köpenhamn, som tidigare varit den absolut viktigaste konstutställningen i landet.
Initiativtagare var målaren Johan Rohde och bland andra konstnärer som var med och grundade sammanslutningen kan nämnas J.F. Willumsen, Anne Marie Carl-Nielsen, Vilhelm Hammershøi, Harald och Agnes Slott-Møller, Christian Mourier-Petersen och Malte Engelsted. På den första utställningen deltog också kända namn som P.S. Krøyer, Julius Paulsen, Joakim och Niels Skovgaard, Kristian Zahrtmann och Teodor Philipsen. Senare anslöt sig bland andra Niels Bjerre, Albert Gottschalk och Niels Larsen Stevns.

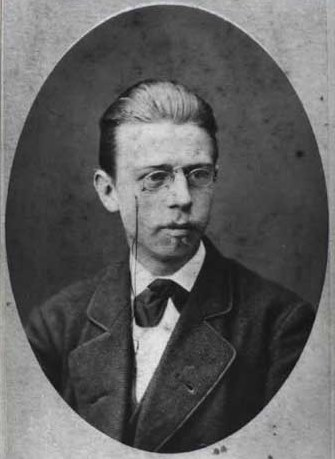
Initiativtagare till Den Frie Udstilling var målaren Johan Rohde.

1915 bröt sig många av de yngsta konstnärerna ur Den Frie Udstilling och bildade Grønningen. 1923 övertog Den Frie Udstilling det ekonomiska ansvaret för den årliga utställningen Kunstnernes Efterårsudstilling (Konstnärernas höstutställning).

## Utställningslokalerna
Den första utställningslokalen var i konsthandlare Kleis lokaler på Vesterbrogade 58 i Köpenhamn. Två år senare, 1893 hyrde de en tomt på Rådhuspladsen vid Vesterport Passage och arkitekten Thorvald Bindesbøll åtog sig att bygga huset. I denna lokal ställde bland andra Paul Gauguin och Vincent van Gogh ut.
Men när Köpenhamns rådhus skulle byggas var de tvungna att flytta igen. De fann nya lokaler i Aborreparken. Arkitekten den här gången var Willumsen som ritade en träpaviljong som invigdes 1898. han hämtade inspiration från egyptiska och grekiska tempel. Bland annat placerade han en tympanon över dörren med en relief av Pegasos, som i grekisk mytologi är symbol  för skaldekonsten och de fria konsterna. När även skulptörer fick delta i Den Frie Udstilling ökade utrymmesbehoven, varför Willumsen ritade en åttkantig paviljongförlängning 1905, och två år senare utökades lokalerna med ytterligare en byggnad av arkitekten Peder Vilhelm Jensen Klint. Men när en ny järnvägslinje skulle dras var föreningen än en gång tvingad att flytta. Huset återuppfördes vid Østerport Station och stod färdigt 1913. 1954 förlängdes den med en byggnad ritad av arkitekten Tyge Hvass. Detta är idag sammanslutningens lokaler och adressen är Oslo Plads 1. 1986 blev byggnaden byggnadsminnesmärkt och 2002 företogs en restaurering.